# Сормуниршийн Дашдоров
Сорму́ниршийн Дашдо́ров (монг. Сормууниршийн Дашдооров; 1936—1999) — монгольский народный писатель, лауреат государственной премии.

## Биография

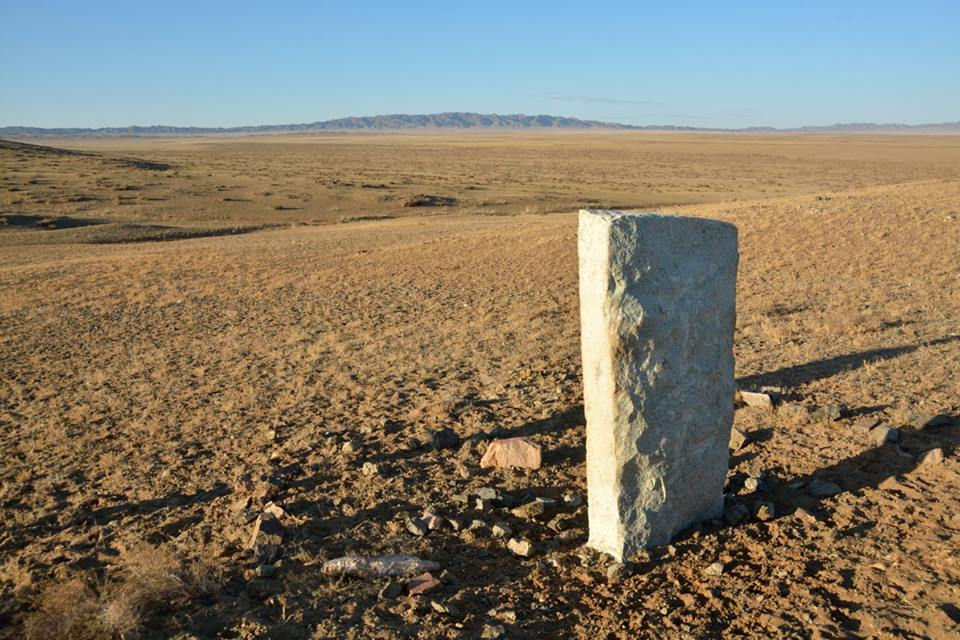
Место рождения "Шороотын хух овооны бууц"

Родился в 1936 году в сомоне Дэлгэрхангай Среднегобийского аймака МНР, в местности Шороотын хух овооны бууц. Окончил начальную школу Дэлгэрхангая, Педагогический институт Улан-Батора, а затем учился в московском Литературном институте имени А. М. Горького. В 1971—1980 годах — главный редактор киностудии Монголкино, в 1980—1982 годах — научный сотрудник Министерства обороны, в 1983—1995 годах — главный редактор журнала «Цог».
В 1975 году за роман «Гобийская высота» получил госпремию, в 1998 году — звание народного писателя.

## Сочинения

### Сборники стихов
- Миний ард түмэн (рус. Мой народ; 1965)
- Говийн магтаал (рус. Хвала пустыне; 1966)
- Талд татсан солонго (рус. Степная радуга; 1967)
- Хүлэг (1972)
- Тал бид хоёр (рус. Степь и я; 1979)
- Монгол (1981)
- Миний нутгийн алаг толгод (1983)
- Ерөөл дагуулсан зам (1985)
- Цагийн хур (1990)
- Мөнгөн шөнийн анир (1997)

### Сборники рассказов
- Талын гэрэл (рус. Свет в степи; 1956)
- Дайны жилийн алим буюу сургуулийн зээрд (1960)
- Улайран байгаа тэнгэрийн хаяа (1967)
- Энх улирал ханхлахад (1981)
- Хөдөөгийн мөнгөн сар (1987)
- Бидний хорвоо (рус. Наш мир; 1991)
- Нуур нуурын шувууд （рус. Озёрные птицы; 1990）

### Повести
- Өндөр ээж (рус. Мать; 1967)
- Талын цуурай (1968)
- Холын цэнхэр уулс (рус. Голубые далёкие горы; 1968)
- Айлын хүүхэн Алигэрмаа (рус. Девушка Алигэрма; 1969)
- Улаан гэрийн Юндэн (рус. Юндэн из красной юрты; 1971)
- Саруул талын ерөөл (1984)
- Дуут хонгор манхан
- Урт намар (рус. Долгая осень)

### Романы
- Говийн өндөр — Гобийская высота
  - 1-й том (1961)
  - 2-й том (1970)

### Пьесы
- Өглөө (1957)
- Хүлэг (1967-68)
- Монгол
- Орос тосгон (1970)
- Гүн Галуутай (1971)
- Ам цагаан хулгана жил (1980)
- Казбек (1981-82)
- 45 оны намар (1981—1982)
- Миний сулин хээр (1982)
- Тангараг (рус. Клятва; 1982)

### Киносценарии
- Талын цуурай
- Өндөр ээж
- Эх бүрдийн домог
- Нар хиртсэн жил
- Хайрхан өндөр хаана байна (рус. Где вершина?)
- Тэнгэрийн муухай арилдаг
- Их замын эхэнд (рус. В начале великого пути)
- Саруул талын ерөөл
- Чимгээгийн төрсөн өдөр
- Алаг тууж (1996, совместно с Д. Турбатом)

### Либретто
- Амарсанаа (рус. Амурсана; совместно с Д. Намдагом)
- Марко Поло
- Ариунзул

### Песни
- Анхны хайр (рус. Первая любовь; песня из фильма «Незабываемая осень»)
- Хөдөөгийн баясгалан — рус. Радости села; из одноимённого фильма.
- Зам дээр гээгдсэн цэцэг